# Шахбану

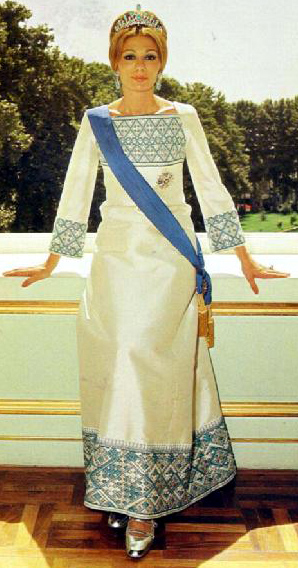

Шахбану (перс. شهبانو — Šahbānū) означає Імператриця мовою фарсі. Цей титул з 1967 застосовується лише до третьої імператриці — дружини Мохаммеда Реза Пехлеві — Фарах Пехлеві.
Вона була першою імператрицею, коронованою в Ірані з часів арабського вторгнення в VII столітті. Дві сасанідські імператриці, Борандохт та Азармедохт (близько 630), були останніми, хто носив цей титул до Фарах Діби.
Сасанідський титул для імператриці Дарії був bâmbişnân bâmbişn (цариця цариць). Він надавався головній дружині монарха, для відмінності її від інших цариць королівського двору.